# 德米特里耶夫卡村委员会 (伊万诺夫卡区)
德米特里耶夫卡村委员会（俄语：Дмитриевский сельсовет）是俄罗斯联邦阿穆尔州伊万诺夫卡区所属的一个村委员会。其下辖有1个居民点，行政中心为德米特里耶夫卡。据2016年统计，该村委员会的人口为997人。